# Chabot (rivier)
De Chabot is een riviertje in het Franse departement Meuse, dat ontspringt ten westen van Flassigny, voedt vervolgens het recreatiemeer meer van Iré-le-Sec, stroomt door deze plaats om uiteindelijk na Iré-les-Près in de gemeente Montmédy in de Chiers uit te monden.